# Семенска врпца
Семенска врпца је парна анатомска структура мушкараца, налик врпци. Њу чине семевод (лат. ductus deferens) и околно ткиво које се протеже од дубоког ингвиналног прстена до сваког  од тестиса. Њен серозни омотач вагиналне тунике тестиса (лат tunica vaginalis) је продужетак трбушне марамице (перитонеума) који пролази кроз попречну фасцију (лат. fascia transversalis) . 
Како се сваки од тестиса  развија у доњем грудном и горњем слабинском делу, он временом  мигрира у скротум. Приликом спуштања тестис за собом повлачи семеод, своје крвне судове, нерве и друге структуре. 

## Клинички значај
Семенска врпца је подложна торзији (увртању), у којој се тестис ротира унутар врећице и блокира сопствени доток крви. Торзија семене врпце може довести до неповратног оштећења тестиса у року од неколико сати. 
Накупина серозне течности у сперматичној врпци назива се фуникулокела. Како  је она идентичног порекла и карактеристика као и хидрокела,  често се назива и хидрокела семенске врпце - фуницулуса сперматикуса. 
Ако садржај трбуха склизне у ингвинални канал,  мође настати  индиректна ингвинална кила.
Проширене вене семенске врпце носе назив варикокела. Иако је често варикокела асимптоматска, отприлике свака четврта особа са варикокелом може има поремеђај плодности. 

## Галерија
- The left femoral triangle
- The scrotum
- The right testis, exposed by laying open the tunica vaginalis
- Spermatic cord
- Spermatic cord
- Superficial veins oflower limb. Superficial dissection. Anterior view.